# Piper blattarum
Piper blattarum är en pepparväxtart som beskrevs av Spreng.. Piper blattarum ingår i släktet Piper och familjen pepparväxter. Inga underarter finns listade i Catalogue of Life.